# Steve Hogarth
Steve Hogarth (* 14. května 1959, Kendal, Anglie) je rockový zpěvák, který hraje v britské progresivní rockové kapele Marillion od roku 1988, kdy nahradil Fishe. Před Marillion hrál v The Europeans (1981–1985) a v How We Live (1986–1988). Nyní se věnuje jen Marillion.